# Piosenka

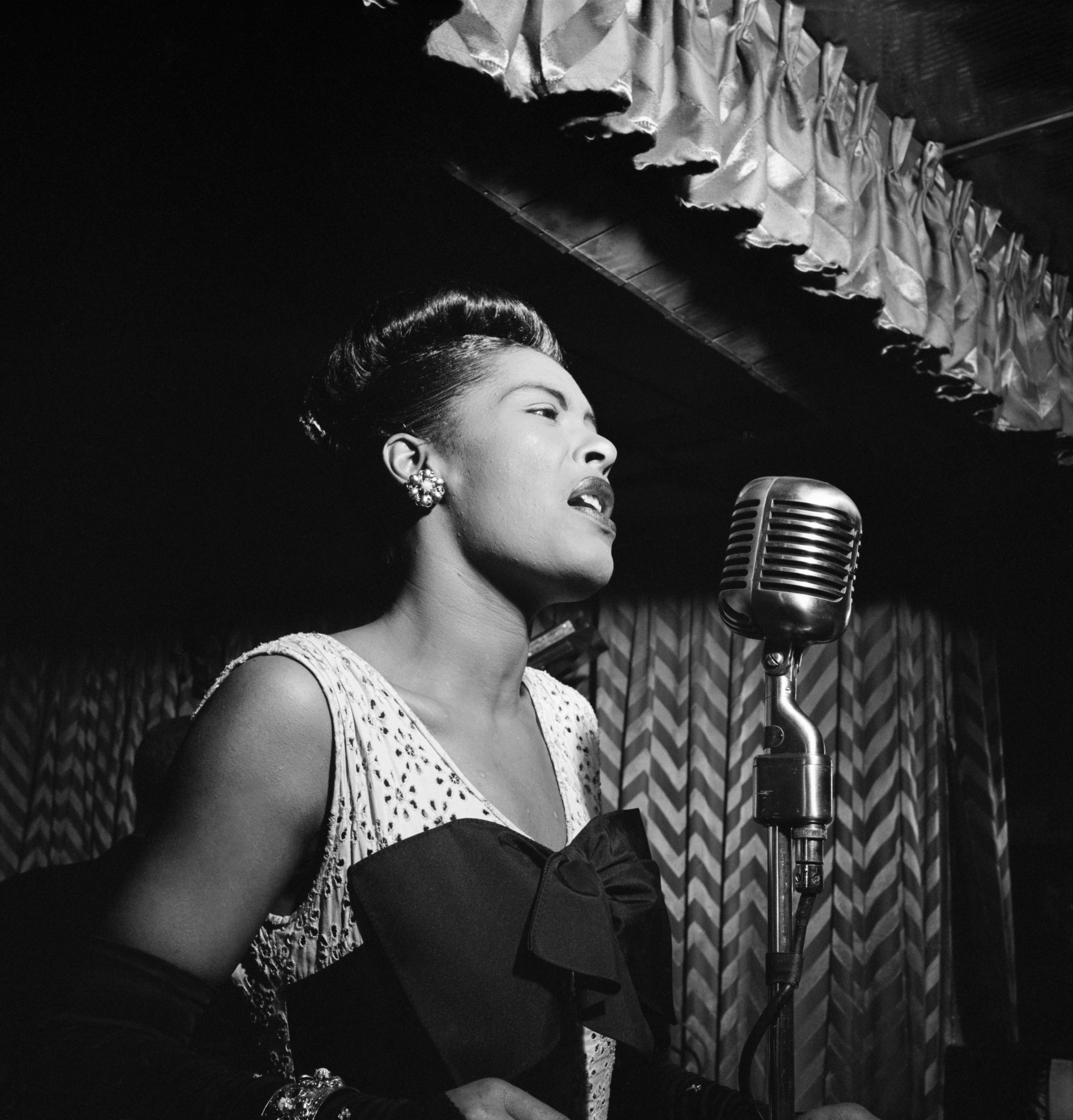
Amerykańska piosenkarka jazzowa Billie Holiday w Nowym Jorku (1947)

Piosenka – krótki utwór słowno-muzyczny solowy, wykonywany z akompaniamentem instrumentu, zespołu instrumentalnego lub orkiestry; podstawowa forma muzyczna stosowana w muzyce popularnej. Spośród rozmaitych typów piosenki (m.in. piosenek kupletowej i bluesowej) najczęściej pojawiającym się jest piosenka zwrotkowa, zbudowana z występujących naprzemiennie zwrotek i refrenu. Według niektórych muzykologów, piosenkę można nazwać uproszczoną formą pieśni, przy czym dokładne rozróżnienie tych form nie jest ścisłe, a w wielu językach są one nazywane tym samym słowem, co najwyżej z precyzującym określeniem.
Do słowa piosenka dodaje się często przymiotnik bliżej określający jej charakter, np. piosenka ludowa, piosenka miłosna, piosenka popowa, piosenka rockowa, piosenka jazzowa, piosenka biesiadna itd. Dzieła muzyki poważnej oraz ambitne i bardziej złożone dzieła jazzowe, rockowe i hip-hopowe określa się mianem utworu muzycznego lub krótko – utworu.
Piosenka zwykle jest krótkim utworem wokalnym, przeznaczonym do śpiewania jednym głosem, choć niekoniecznie przez jednego wokalistę, z akompaniamentem. Piosenka z reguły składa się ze zwrotek i refrenu, rzadziej samych zwrotek. Tematyka piosenek jest zróżnicowana, nierzadko dotycząc miłości czy zjawisk z życia codziennego. Piosenka, jako związana z muzyką rozrywkową, często jest postrzegana jako związana z konkretnym wykonawcą (inaczej niż pieśń w muzyce poważnej, związana z kompozytorem), przy czym często wykonawca jest również jej autorem. Od wszystkich tych reguł jednak są wyjątki, co utrudnia rozróżnienie piosenki i pieśni. Przykładowo, piosenki z nurtu art rocka są rozbudowane, mogą mieć formę chóralną. Z drugiej zaś strony, klasyczne pieśni mogą mieć formę lekką. Istnieją także utwory muzyczne określane zarówno jako pieśni, jak i piosenki, które nie mają wokalu.
Historię piosenki wiąże się z dytyrambami dionizyjskimi lub pytyjskimi, a przynajmniej tradycją średniowieczną: trubadurów, truwerów, minnesingerów, rybałtów itp. oraz odrodzeniem tej formy w XIX w. (rewia, music-hall, kabaret).